# Consuelo Vallina
Consuelo Vallina (Oviedo, 1942) es una pintora, grabadora, ceramista y autora española presidenta de la Unión de Artistas Contemporáneos de España.

## Trayectoria
Vallina estudió pintura y dibujo en la Escuela de Arte de Oviedo, así como en la Escuela Rosa Sensat de Barcelona y en la Acción Educativa de Madrid. En 1983 comenzó a estudiar grabado en la Escuela Internacional Gráfica de Venecia. En 1989 se convirtió en profesora en esa institución, donde impartió varios cursos de verano sobre fabricación y tratamiento artístico del papel. Además, Vallina es profesora de cursos de grabado y pintura en el Taller Aperto de Venecia y en la Universidad Popular de Avilés.
Con propensión al arte abstracto, fue una precursora del trabajo en tapices en Asturias. Maneja los tintes sobre lana, seda o algodón en sus obras para obtener diferentes gradaciones de color y texturas. Sus primeras obras, trataban sobre paisajes, bodegones y figuras.
Desde 1978, ha realizado varias exposiciones individuales en instituciones públicas y privadas tanto en España como en países como Polonia, Italia o Estados Unidos. Fue artista invitada en la VI Bienal Internacional del Tapiz de Lodz, en Polonia. En 1980 participó en la II Bienal de Arte Ciudad de Oviedo, junto a otras artistas asturianas, como la escultora y pintora Mariantonia Salomé y la escultora Ángela García Cuetos.
Consuelo Vallina fue la primera presidenta de la sección regional de la Federación de Mujeres Progresistas y además es presidenta de la Asociación de Artista Visuales de Asturias desde su fundación en 2001 y de la Unión de Artistas Contemporáneos de España. Además, es miembro de la Asociación Asturiana de Pintores y Escultores y del colectivo Glayius, junto con otros artistas como García Benavides, Ramón Rodríguez, Santamarina, Monte y Calixto Fernández.

## Reconocimientos
En 1993 obtuvo la medalla de oro del Certamen de Pintura de Luarca, habiendo obtenido la medalla de plata anteriormente en las ediciones XI y XIII. En 2018 recibió en Oviedo la insignia de plata de la asociación cultural Tribuna Ciudadana, junto a otros miembros de la cultura como el pintor Jaime Herrero, el bibliotecario de la Universidad de Oviedo y director del Real Instituto de Estudios Asturianos, Ramón Rodríguez, el exeurodiputado y exalcalde de Oviedo Antonio Masip Hidalgo, el periodista Carlos Rodríguez o el agitador cultural Fernando Lorenzo.
En 2024, fue condecorada por el Gobierno del Principado de Asturias con la Medalla de Asturias, la máxima condecoración de la región, junto a la investigadora Adonina Tardón, el alcalde Aníbal Vázquez, el primer alcalde de la democracia de Laviana, Pablo García y el director de El Comercio, Marcelino Gutiérrez.